# Euschemon rafflesia
Euschemon rafflesia är en fjärilsart som beskrevs av Macleay 1926. Euschemon rafflesia ingår i släktet Euschemon och familjen tjockhuvuden. Inga underarter finns listade i Catalogue of Life.

## Bildgalleri

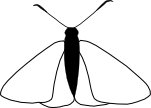